# 磁性フォトニック結晶
磁性フォトニック結晶（じせいフォトニックけっしょう、英: magnetophotonic crystal）とは、フォトニック結晶に磁性材料を使用したものを指す。MPCと略称される。

## 原理・構造
異なる屈折率を持つ2種類以上の材料が、光の波長スケールで周期的に配列された構造物は、フォトニック結晶 (PC) と呼ばれている。フォトニック結晶は、
- 固体結晶中において電子の存在を許さないバンドギャップが存在することと同様に、フォトンの存在を許さないバンドギャップ （フォトニックバンドギャップ）を発現する。
- バンド端波長の光の群速度が低下する。

などの特徴を有している。
磁性フォトニック結晶は、誘電体多層膜で磁性体を挟んだ構造をしており、この欠陥層によりフォトニックバンドギャップ内に局在モードが発現する。この現象に起因し、磁性フォトニック結晶は、
- 高い透過率を有しつつ磁気光学効果を増大する。
- 磁化誘起第二次高調波発生 (MSHG) を生じる。
- 光の磁界制御が可能になる。

などの特徴を有している。
実際、欠陥層に透明な磁性体である Bi:YIG を用いた構造の作製、評価を行った結果、高い透過率を有しつつ単層膜の約10倍という大きなファラデー回転角の増大が確認されている。